# Augochloropsis hebescens
Augochloropsis hebescens är en biart som först beskrevs av Smith 1879.  Augochloropsis hebescens ingår i släktet Augochloropsis och familjen vägbin. Inga underarter finns listade.